# Amt Eslohe
Das Amt Eslohe war ein Amt im Kreis Meschede in der Provinz Westfalen und in Nordrhein-Westfalen. Im Rahmen der nordrhein-westfälischen Gebietsreform wurde das Amt zum 1. Januar 1975 aufgelöst. Ein Amt Eslohe mit ähnlichem Gebietsumfang existierte auch schon seit dem 16. Jahrhundert im Herzogtum Westfalen.

## Geschichte

### Herzogtum Westfalen
Das historische Amt Eslohe entstand um das Jahr 1540 herum als eine der Verwaltungseinheiten im Herzogtum Westfalen. Es ging aus der Aufteilung des „älteren“ Amtes Fredeburg hervor, in welchem vorher die Gerichte Eslohe, Reiste und Schliprüthen das sogenannte Niederamt Fredeburg gebildet hatten. 1802 gelangte es mit dem Herzogtum an die Landgrafen von Hessen-Darmstadt. Diese führten 1807 eine Neugliederung der Ämter durch. Damals wurde das Amt Eslohe aus den Gerichten Eslohe, Reiste, Schliprüthen und Stockum sowie den Freiheiten Grevenstein, Allendorf und Hagen zusammengesetzt.

### Preußen und Nordrhein-Westfalen
1816 fiel das Herzogtum Westfalen und damit das alte Amt Eslohe, das nun eine Bürgermeisterei bildete, an Preußen. 1817 wurde die Bürgermeisterei Teil des neugebildeten Kreises Arnsberg, um schon 1819 wieder mit einigen Gebietsanpassungen in den Kreis Eslohe umgegliedert zu werden. Der Kreissitz wurde kurze Zeit später nach Meschede verlegt und der Kreis Eslohe 1832 in Kreis Meschede umbenannt. Aus der Bürgermeisterei Eslohe wurde 1843 das preußische Amt Eslohe gebildet. Es umfasste vier Landgemeinden:
- Cobbenrode
- Eslohe
- Reiste
- Wenholthausen

Am 1. Januar 1975 wurde das Amt Eslohe durch das Sauerland/Paderborn-Gesetz aufgelöst. Seine Gemeinden wurden Teil der neuen Gemeinde Eslohe, die die Rechtsnachfolge des Amtes erlangte und zum neuen Hochsauerlandkreis kam.

## Einwohnerentwicklung
| Jahr | Einwohner | Quelle |
| ---- | --------- | ------ |
| 1839 | 3694      | [ 11 ] |
| 1871 | 4334      | [ 12 ] |
| 1885 | 4224      | [ 13 ] |
| 1895 | 4573      | [ 14 ] |
| 1910 | 5236      | [ 15 ] |
| 1933 | 5693      | [ 16 ] |
| 1939 | 6015      | [ 16 ] |
| 1950 | 8218      | [ 17 ] |
| 1961 | 7478      | [ 18 ] |
| 1970 | 7932      | [ 18 ] |

## Wappen
| Wappen des ehemaligen Amt Eslohe | Blasonierung Von Blau und Silber gespalten; vorn am Spalt ein halber, goldbewehrter silberner Adler, hinten eine halbe eingebogene aufsteigende schwarze Spitze. Beschreibung Im Wappen sind das Wappen der Grafen von Arnsberg und das der Freiherren von Weichs wiedergegeben. Die amtliche Genehmigung erfolgte am 25. April 1938. |

## Richter von Eslohe
- 1457–1484 Gerd Rupe
- 1507 Leonhard van dem Twicke
- 1522 Evert van dem Broke
- 1559–1566 Hermann von Broich
- 1576 Diedrich von dem Broiche
- 1599–1603 Johann Kramer
- 1634–1644 Simon Pape
- 1658–1675 Jacobus Scheffer
- 1679–1685 Mauritius Scheffer
- 1698–1706 Johann Hermann Bischoping
- 1711–1748 Johann Adolph Höynck
- 1750 Caspar Adam Herold
- 1756–1802 Ferdinandus Christianus Höynck[20]

## Amtsinhaber
1807–1826 Caspar Anton Gronarz, Justizamtmann